# Accidente radiológico de Kramatorsk
El accidente radiológico de Kramatorsk fue un incidente de radiación que tuvo lugar en Kramatorsk, en la RSS de Ucrania, durante el período comprendido entre 1980 y 1989. Este incidente involucró el descubrimiento de una pequeña cápsula que contenía cesio-137 altamente radiactivo, oculta en la pared de hormigón de un edificio de apartamentos. La tasa de exposición a la radiación gamma en la superficie de la cápsula se estimó en 1800 R/año. La cápsula pasó desapercibida hasta que los residentes solicitaron que se realizara una medición del nivel de radiación en el apartamento, lo que llevó a su descubrimiento por parte de un físico de la salud.

## Historia
Originalmente, la cápsula formaba parte de un medidor de nivel de radiación y se extravió en la cantera de Karansky a finales de la década de 1970. A pesar de una búsqueda que duró una semana, no se logró encontrar la cápsula, y la grava extraída de la cantera se utilizó en proyectos de construcción. Finalmente, la cápsula de cesio-137 terminó incrustada en el panel de hormigón de un apartamento en el edificio 7 de la calle Mariyi Pryimachenko (que en ese momento tenía el nombre soviético de Gvardeytsiv Kantemirovtsiv), específicamente entre los apartamentos 85 y 52.

## Tragedia en el apartamento 85
A lo largo de nueve años, dos familias diferentes ocuparon el apartamento 85. Una cama infantil se encontraba adyacente a la pared que contenía la cápsula radiactiva.
En 1981, una mujer de 18 años que vivía allí falleció repentinamente, seguida en 1982 por la muerte de su hermano de 16 años y, posteriormente, de su madre. Estas muertes, todas relacionadas con la leucemia, no atrajeron inicialmente una atención pública significativa. Los médicos no pudieron identificar la causa subyacente de la enfermedad y atribuyeron los diagnósticos a la herencia genética.
Posteriormente, una nueva familia se mudó al apartamento y su hijo también murió de leucemia. Fue el padre de este niño quien inició una exhaustiva investigación, que finalmente condujo al descubrimiento de la cápsula radiactiva en la pared en 1989.

## Consecuencias y eliminación
Para el momento en que se descubrió la cápsula, cuatro residentes del edificio habían perdido la vida debido a la radiación, y otros 17 habían recibido diversas dosis de radiación. Una parte de la pared fue retirada y enviada al Instituto de Investigación Nuclear, donde la cápsula de cesio fue identificada por su número de serie y adecuadamente eliminada.

## En la cultura popular
El videojuego de supervivencia "Bright Lights of Svetlov" describe esta historia a través de los ojos de una familia que vive en un apartamento en la ciudad ficticia de Svetlov.